# Praefectus praetorio
De praefectus praetorio of prefect van de pretoriaanse garde was de aanvoerder van de pretoriaanse garde in Rome, onder het principaat en een hoge functionaris die aan het hoofd van een aantal provincies stond, de praefectura praetorio, in de Late Oudheid.

## Depraefectus praetorioonder hetprincipaat
Het ambt van praefectus praetorio werd door de princeps Imperator Caesar Augustus ingesteld en was enkel voor equites bestemd, hoewel vanaf Alexander Severus de praefectus praetorio automatisch in de senatorenstand verheven zou zijn geworden. Dit ambt zou gedurende de hele keizertijd stand houden en de op een na belangrijkste functie in het rijk worden.
Augustus stelde twee praefecti aan over de praetoriani - die her en der over Rome verspreid waren - om over zijn veiligheid te waken, naar het oude collegialiteitsbeginsel van Rome (cf. consuls) omdat hij dacht dat één praefectus praetorio gevaarlijk kon zijn. De eerste praefecti praetorio waren Quintus Ostorius Scapula en Publius Salvius Aper, aangesteld in 2 v.Chr.. Aan het einde van de regering van Augustus waren Lucius Seius Strabo en Lucius Aelius Seianus, respectievelijk vader en zoon, praefecti. De eerste werd echter door de nieuwe princeps Tiberius gepromoveerd tot praefectus annonae, die instond voor de graanvoorziening van Rome, maar er werd geen nieuwe praefectus praetorio aangenomen en Seianus werd aldus de enige praefectus praetorio. Deze zou zelfs erin slagen om zijn oorspronkelijk militaire functie uit te bouwen tot een politieke functie die die enkel de functie van princeps als meerder moest dulden. Het is ook onder Tiberius dat de praetoriani een eigen castra kregen te Rome, waardoor hun greep op de stad groter werd. De relatie tussen de praefectus praetorio en de princeps is zelfs vergeleken met die van een magister equitum en een dictator tijdens de republiek.  Nadat Seianus ten val was gebracht, werd hij vervangen door Quintus Sutorius Macro en zo ontstond de gewoonte om slechts één praefectus praetorio te hebben. Het is pas onder Commodus dat er opnieuw twee praefecti worden aangesteld (volgens een van de "auteurs" van de Historia Augusta zelfs drie, hoewel geweten is dat deze bron bijna altijd incorrect is.). Vanaf de regering van Severus tot die van Diocletianus hadden de praefecti de supervisie over zowat alle staatszaken, waaronder het paleis, het leger, de financiën en het recht. Ze hadden een eigen gerecht waarin zijn over rechtszaken konden beslissen. Het hoeft dan ook niet te verbazen dat beroemde rechtsgeleerden als Ulpianus en Papinianus het tot praefectus praetorio schopten. Onder Diocletianus werden er vier aangesteld, daar hij het Imperium Romanum opdeelde in vier praefectura, naar analogie met de door hem ingestelde tetrarchie.
Rond de tweede en derde eeuw hadden zij de facto de macht in handen. Het waren zij die de macht maakten en kraakten. De praefectus praetorio was aldus naast de keizer de belangrijkste figuur in het Imperium Romanum en had vaak een militaire carrière doorlopen, hoewel dit niet altijd nodig was zoals de aanstelling van de hierboven vermelde rechtsgeleerden aantoont.

## Depraefectus praetorioin de late oudheid

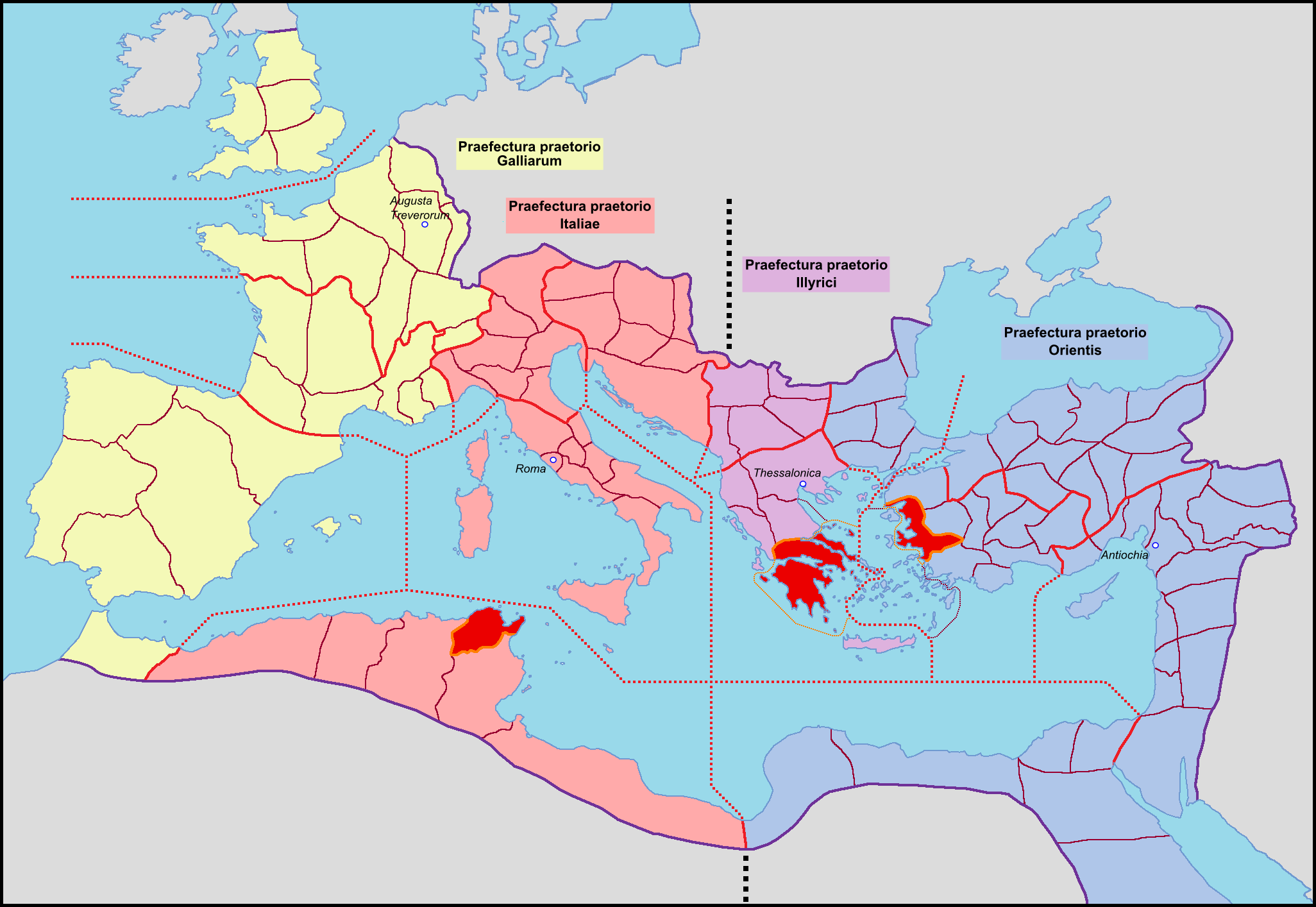
Indeling van de late pretoriaanse prefecturen

In 312, na zijn overwinning op Maxentius, schafte Constantijn de Grote, de pretoriaanse cohorten af. Daarop, onder de regering van Constantijn zelf en diens zonen, onderging het ambt een grondige reorganisatie, waarbij ze teruggebracht werd tot een puur burgerlijk ambt. Desalniettemin werd aan elke praefectus praetorio het gezag over een kwart van het Imperium Romanum toevertrouwd, dat reeds verdeeld was in vier praefecturae, dewelke ze van dan af zouden besturen: Gallia, Italia, Illyria en Oriens. Aan de titel præfectus prætorio voegt men voortaan per Gallias, per Italiam, per Illyricum of per Orientem toe.
De praefecti werden dus burgerlijke ambtenaren die een college van twee tot zes leden vormden, de hoogste in graad, net onder de keizers. Hoewel ze aangesteld waren over een deel van het Imperium Romanum met een door de keizer goedgekeurde autoriteit, waren hun decreten niet geldig indien de keizer ze niet had goedgekeurd.
Het ambt zou in de zevende eeuw verdwijnen, waarvan de laatst ons bekende praefectus praetorio Alexander was, geattesteerd in 626.